# Kabney

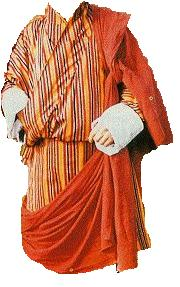
Ejemplo de Gho con la Kabney naranja.

La kabney es una bufanda de seda que se utiliza complementando el Gho, la vestimenta tradicional de los hombres en Bután. Está tejida en seda bruta, normalmente mide 90 x 300 cm., con bandas y se la utiliza en ocasiones especiales o al realizar una visita a un dzong. El hombre se la coloca desde su hombro izquierdo hasta la cadera derecha en forma de bandolera. 
El color de la bufanda se corresponde con el rango de aquel que la utiliza:
- Kabney azafrán para el Druk Gyalpo (el Rey) y el Je Khempo (el Abad Jefe).
- Kabney naranja para Lyonpos, o sea miembros del parlamento.
- Kabney azul para miembros del Lodoi Tsokde, el consejo asesor del rey.
- Kabney roja para Dashos, o sea miembros varones de la familia real, y oficiales de alto rango.
- Kabney verde para jueces, desde 2005, para distinguir entre jueces y los funcionarios responsables de gobernar.
- Kabney blanca con rayas azules para Chimis, o sea miembros de la asamblea nacional.
- Kabney blanca con rajas rojas para Gups, líderes de los 205 gewogs.
- Kabney blanca para los ciudadanos comunes.